# Test nuclear

Patru tipuri majore de teste nucleare:
1. atmosferice
2. subterane
3. exoatmosferice
4. acvatice.

Testele armelor nucleare sunt experimente efectuate pentru a determina eficiența, randamentul și capacitatea explozivă a armelor nucleare. De-a lungul secolului al XX-lea, cele mai multe națiuni care au dezvoltat arme nucleare le-au și testat. Testarea armelor nucleare poate da informații despre modul cum funcționează aceste arme, precum și modul în care armele nucleare se comporta în diferite condiții și cum se comportă structurile atunci când sunt supuse exploziilor nucleare. 

## Istoria

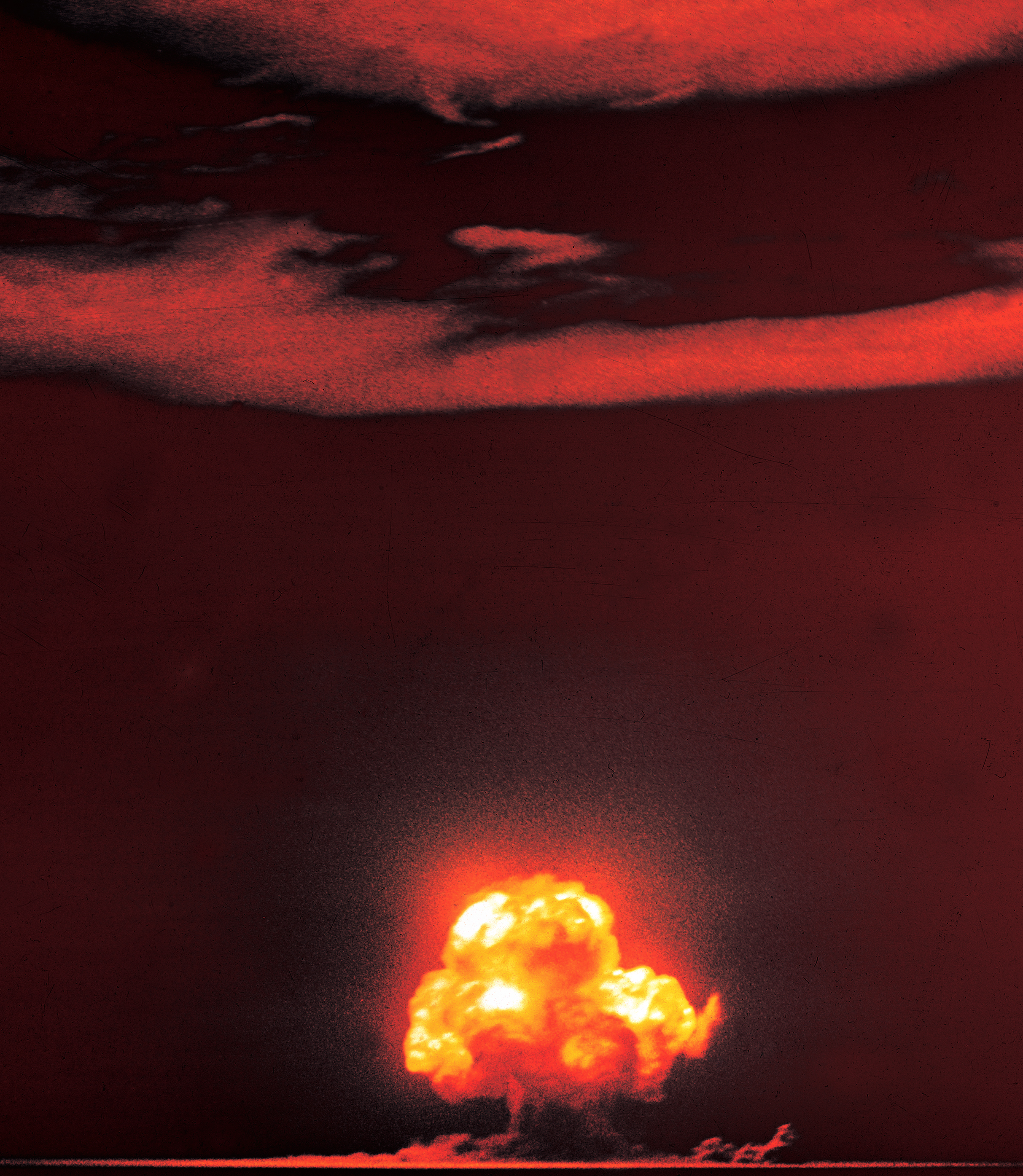
Primul test nuclear - Trinity

Primul test nuclear a fost efectuat în Alamogordo, New Mexico, la 16 iulie 1945, în cadrul Proiectului Manhattan și a avut numele de cod "Trinity".

## Vezi și
- Listă de țări cu arme nucleare